# Décès en septembre 1941
Décès
- 1937
- 1938
- 1939
- 1940
- 1941
- 1942
- 1943
- 1944
- 1945

Pour une information complémentaire, voir la page d'aide.

| Date         | Nom              | Pays                           | Activités                          | Âge | Source |
| ------------ | ---------------- | ------------------------------ | ---------------------------------- | --- | ------ |
| 15 septembre | James Allen Ward | Drapeau de la Nouvelle-Zélande | Pilote néo-zélandais.              | 22  | (en)   |
| 27 septembre | Alfonso Albéniz  | Drapeau de l'Espagne           | Footballeur et diplomate espagnol. | 55  |        |